# Пјацола сул Брента
Пјацола сул Брента (итал. Piazzola sul Brenta) је насеље у Италији у округу Падова, региону Венето.
Према процени из 2011. у насељу је живело 4369 становника. Насеље се налази на надморској висини од 23 м.

## Становништво
Према резултатима пописа становништва 2011. у општини је живело 11.130 становника.
| 1931. | 1936.  | 1951.  | 1961. | 1971.  | 1981.  | 1991.  | 2001.  | 2011.  |
| ----- | ------ | ------ | ----- | ------ | ------ | ------ | ------ | ------ |
| 9.854 | 10.142 | 10.760 | 9.828 | 10.265 | 10.508 | 10.373 | 10.682 | 11.130 |

## Партнерски градови
- Bicaz